# Folkmusik från Dalarna
Folkmusik från Dalarna är svensk folkmusik som den utövats och utvecklats inom Dalarna. Äldre melodier och spelsätt i Dalarna blev tidigt väl dokumenterade och en levande och nyskapande tradition lever idag vidare. Flera traditionella låtar från Dalarna har blivit allmänt spelade i Sverige.

## Historik över folken i Dalarna och deras folkmusik
Folkmusiken i Dalarna har historiskt en koppling till livsformerna hos den antalsmässigt tidigare dominerande bondebefolkningen. Till historiken hör även den till gruvor och hyttor i Bergslagen inflyttade bergsbruksbefolkningen med sina musiktraditioner. Vid början av 1600-talet inleddes en kolonisation av flera av landskapets skogsområden med finsk befolkning (skogsfinnar) medförande sitt språk och sina kulturformer. Landskapets kultur och folkmusik har härtill påverkats av kronans förvaltning med ämbetspersoner och militärer, av högreståndsfamiljer på bruksherrgårdar liksom av ett prästerskap knutet till Västerås stift med sina respektive högreståndskulturer, till exempel infördes moderna danser som vals denna väg. 
För folkmusikens utveckling i Dalarna är det viktigt att förstå befolkningens geografiska fördelning och hur folkgrupper och kulturer påverkat varandra. Bondebefolkningen, främst bosatt i sydöstra delen, längs Dalälvarna och vid sjön Siljan, fick sin huvudsysselsättning inom det egna jordbruket. De hade även en viktig roll utanför egna gården genom att hålla bergsbruket med hästar och livsmedel, leverera träkol och att svara för körslor mellan gruva, hytta och köpare. Dessa sysselsättningar innebar att landskapets befolkning kunde växa mer än vad den begränsade odlade inägomarken kunna bära. 
En lösning för den växande befolkningens livsmedelsbehov var i de flesta av landskapets socknar en aktiv fäboddrift. Vid fäbodarna användes locklåtar för djuren eller melodier med lurar och kölning för fäbodkullor att meddela sig sinsemellan. Vid fäbodarna utvecklades på detta sätt en del av de idag äldsta kända formerna av landskapets folkmusik. 
Många i bondebefolkningen gjorde arbetsvandringar till bland annat Stockholm och för att sälja hemslöjdsartiklar. Genom detta togs musikimpulser hem till Dalarna.
I skogsbygderna arbetade många män med kolning och senare även med flottning för bergsbrukets behov. Det var även vanligt att männen periodvis tog skogsarbete i grannlänen, som till exempel upp i Hälsingland. De spelkunniga har tagit med folkmusiklåtar och spelsätt hem till Dalarna. Bingsjöbonden och riksspelmannen Hjort Anders Olsson är en av de som har berättat om hur han påverkats av hälsingemusik.     

## Musikens funktion i äldre och nyare tid
Före 1800-talets skiftesreformer fanns täta byar med nära mellan grannar. I skogsbygder kunde i stället avstånden uppgå till flera mil. Skillnaderna i boendet påverkade möjligheterna till samspel mellan spelmän, formerna för hur grannar och släkt träffades och när musik efterfrågades och utövades. 
Långt in på 1900-talet saknade på landsbygden både elektricitet och radio och givetvis även inspelad folkmusik. De flesta spelmännen musicerade säkert ensamma i hemmet. Musikutövningen blev ett tidsfördriv, en källa till glädje, tröst och gemenskap. Många var inte notkunniga. Musiken var därför gehörstraderad, så att kända låtar förändrades med hur de mindes och anpassades till egen stil och spelförmåga. Spelmän har berättat om hur de har lärt sig att spela och lärt låtar av äldre spelmän. Hur långt bak i tiden som sådana låtar kan föras är mycket svårt att veta. Vanligt i äldre uppteckningar är att spelmannen angivit att låten är efter en viss äldre spelman. Sällan uppges att spelmannen själv har komponerat låten.   
Vissa spelmän kom att betraktas som arbetsskygga särlingar. Några ansågs ha kontakt med övernaturliga makter. Andra sågs som ”stormän” i sin by med särskild auktoritet. Svensk litteratur innehåller en mängd beskrivningar av spelmannen och dennes roll i samhället. Flera målningar har näcken som motiv, till exempel av Ernst Josephson. Tidigt kom en del duktiga spelmän att få inkomster från spelningar inom större geografiska områden, så att de till stor del kunde försörja sig på spelning. Berättelser finns även om kringvandrande spelmän som levde fattigt och gjort spelmanssysslan till sin livsform. På sådana sätt har lokala låtskatter kunnat spridas och berikas. Exempel finns på låtar med angivet ursprung i Dalarna som även anges vara efter Lapp-Nils i Jämtland. 
I äldre tider fanns i byn och socknen ett flertal tillfällen där musik – folkmusik – efterfrågades. Det gäller olika skeenden i en människas liv som vid dop, konfirmation, bröllop, begravning och kopplat till det kyrkliga året. I bondesamhällets socknar har melodier givits både namn och status efter ceremoniell betydelse, till exempel brudmarscher, skänklåtar och brudvalser, ofta har man skapat en sockenvis repertoar utifrån lokala sedvanor. 
Danser och musikstunder ordnades på landsbygden mer spontant som en del i befolkningens liv. För danslåtar har lokalt utformad spelrytm och danssteg anpassats till varandra och för fiolspelare krävt sockenvis dialektalt olika spelteknik och stråkföring. Detta gäller till exempel polskor, schottis och valser. I äldre tiders dansspelningar framfördes musiken ofta av en ensam musikant och i vissa fall av två musiker. Kom det en mer ansedd fiolspelare till dansen fick denne ta över spelningen. En tidig beskrivning av en dans finns i Abraham Hülphers dagbok över en resa i Dalarna 1757 där han bevistade dans vid en marknad i Leksand 29 juni 1757.  "Dantsen på Marknads-platsen räckte ifrån klockan 6 till morgonen. Man räknade ibland 50 till 70 par i samma dants". Musiken framfördes av en spelman. Berättelse om danstillställning finns även från Carl Axel Gottlund vid dennes besök i skogsfinska byn Svartnäs i dagbok från 1817. Denne beskrev danserna som oftast polonäs, vilket kan jämföras med 16-delspolska.   
Ytterligare noteringar om musiklivet i Dalarna finns i Maximilian Axelsons reseberättelser från Vesterdalarne 1853. Denne har i resedagboken nertecknat några notskrifter och ett antal vistexter. Ett enkelt konstaterande är att det vid mitten av 1700-talet fanns danstradition och spelmansrepertoir för långa danskvällar och att man sjöng och musicerade i stugorna. Vilka danslåtar och visor som ingick i till exempel 1700-talets repertoar är idag svårt att veta. En del äldre polskor kan säkert finnas kvar idag fast ursprung inte kan härledas.
Först under senare delen av 1800-talet började utvecklas spelformer med flera samtidiga spelmän som spelade med sekundering (ackordspel) eller med andrastämmor. Detta samspel har utvecklats snabbt under 1900-talet. I och med bildandet av spelmanslag kunde en grupp av spelmän, även med olika instrument, spela tillsammans. 
Spelmansmusiken i Dalarna lever kvar och har fått en ny roll genom organiseringen av spelmanslag. Flertalet socknar i landskapet har idag aktiva spelmanslag. Antalet medlemmar kan variera från ett tiotal till över hundra. Vanligen förvaltar de socknens låtskatt liksom de spelar musik från andra delar av Dalarna och Sverige. I flera av spelmanslagen har även flera olika instrument tillkommit, som dragspel, gitarr, basfiol, klarinett och olika flöjter. 
Idag bor huvuddelen av befolkning i tätorter. Andelen inom jordbruket uppgår till några få procent. Samtidigt har folkomflyttningen ökat. Detta har påverkat både de talade dialekterna och dialekter inom folkmusiken. Genom kommunala musikskolor och inflyttning av musicerande från både övriga Sverige och andra länder får idag spelmanslagen tillskott av nya utövare. De flesta folkmusiker anses åtminstone behöva ta till sig en traditionell stil och uppfylla en del av tidigare spelmäns musicerande uppgifter på orten. Flera av landskapets tätorter som Falun och Borlänge har dock historiskt sett haft svagt utvecklad egen folkmusiktradition. Utövare i sådana tätorter söker sig därför idag fram mellan flera av Dalarnas olika speldialekter och även med folkmusik från andra delar av Sverige och världen. 

## Musikens karaktär
Den instrumentala folkmusiken i Dalarna kan grovt delas in i tre geografiska delar: Västerdalarna, Österdalarna och södra eller Bergslagsdalarna, var och en påverkad av närliggande områden. Västerdalarna har mycket influenser från Norge och Värmland, i norra delen också från Härjedalen. Österdalarna har mycket influenser från Hälsingland och Gästrikland, och södra Dalarna med Bergslagen influenser från Närke, Västmanland och Uppland. Influenserna har förstås också gått i motsatta riktningar. Österdalsmusiken utmärks av en myckenhet utsmyckningar, krus och drillar, medan västerdalsmusiken har mer av triolbaserad musik och livliga rytmer. Musiken från södra Dalarna har kanske inte samma tydliga karakteristik. Under denna grova indelning finns sockenvisa skillnader som berör låtrepertoar, spelrytm, stråkföring för fiol, utformning av andrastämmor mm. Även tydliga dialektskillnader inom en och samma socken förekommer. 
Vallmusiken och lockropen har uråldriga anor och har influerat såväl den instrumentala musiken som den folkliga vissången. Många danspolskor är variationer på folkliga visor som Vårvindar friska, Till Österland vill jag fara eller Jag blåste i min pipa  Den vokala folkmusiken i Dalarna är starkt påverkad av lokala koralvarianter, s.k. Dalakoraler, kanske till viss del beroende på avsaknad av stilnormerande orgelverk i kyrkorna långt fram i tiden. Den folkliga koralen levde helt enkelt kvar längre i Dalarna än annorstädes.

## Spelmansmusik
Spelmansmusiken i Dalarna är ursprungligen en dansmusik som oftast är fiolbaserad. De vanligaste låttyperna är gånglåt, brudmarsch, polska, vals, schottis, hambo och polka. I Dalarna, liksom på många andra håll, bildades spelmanslag under 1940-talet. En drivande kraft i det arbetet var Knis Karl Aronsson som återkommit från Stockholm efter studier. Han var med och drev igenom att även Dalarna borde ha ett förbund för spelmännen, liksom flera andra landskap redan startat, och 1943 bildades Dalarnas Spelmansförbund. Några år efter förbundets bildande fick spelmansrörelsen något av ett genombrott med Rättviks nybildade spelmanslag och melodin Gärdeby gånglåt.

### Kända spelmän
Se även Lista över dalaspelmän

#### Spelmän från förr i tiden
Flera spelmän från 1700- och 1800-talen samt tidigt 1900-tal, till exempel Pekkos Per, är väl dokumenterade och fortfarande välkända för de flesta folkmusikintresserade eftersom deras repertoar fortfarande spelas flitigt. Låtsamlingen Svenska låtar av Nils Andersson började sin utgivning med Daladelarna och har spelat en viktig roll. Andersson var även tillsammans med Anders Zorn delaktig i arrangerandet av landets första spelmanstävling i Gesunda 1906. Viktiga spelmän i Svenska Låtar Dalarna var Timas Hans,  Hjort Anders Olsson, Anders Frisell, Höök Olof Andersson och många fler.

#### Spelmän under 1900-talet

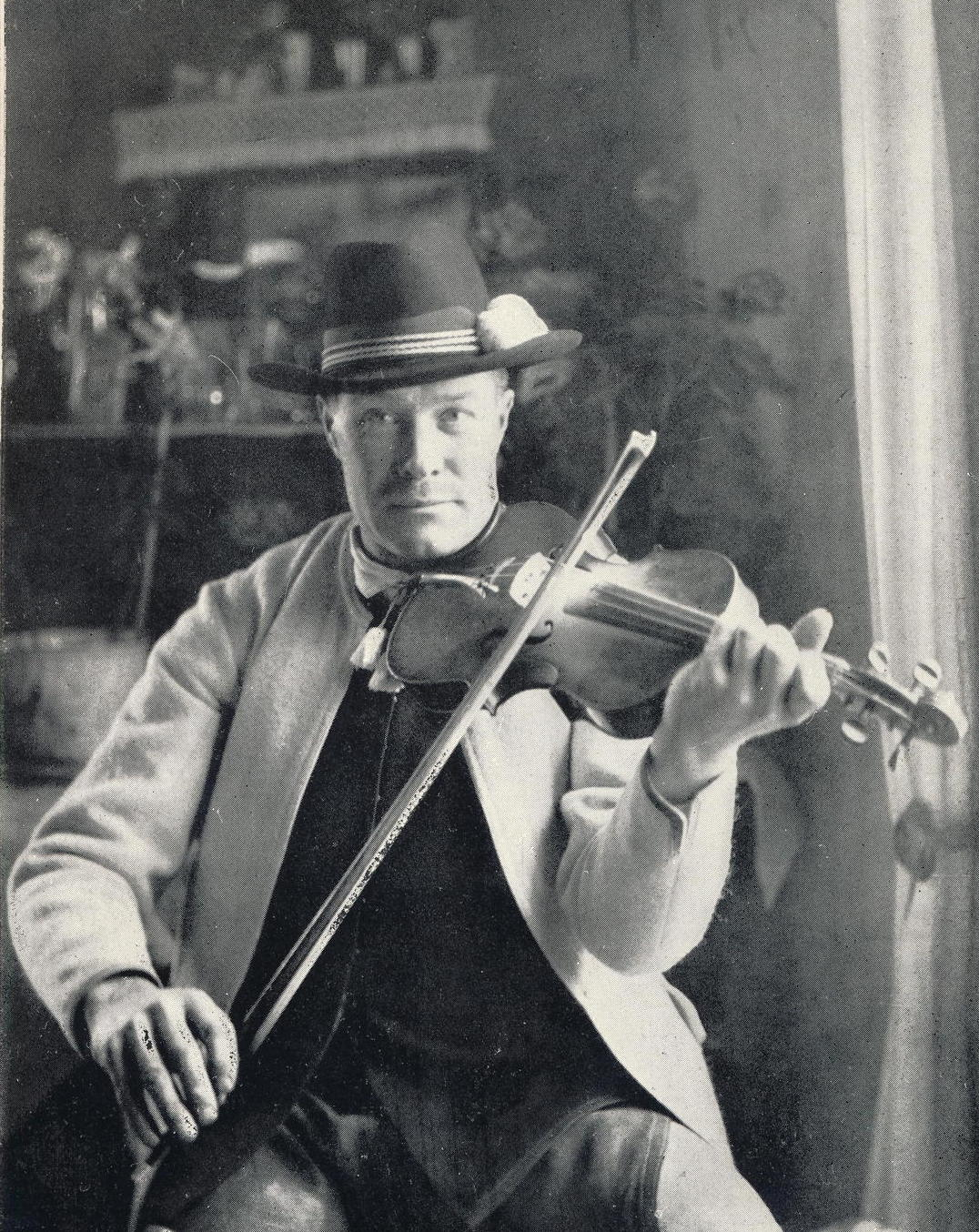
Gössa Anders Andersson, Viborg, Orsa.

Matts Arnberg genomförde en rad inspelningsresor till Dalarna vilket senare resulterade i radioprogram med bl.a Påhl Olle från Rättvik och Karin Edvards från Transtrand. Matts Arnberg var även verksam som grammofonproducent och spelade in en serie 78-varvsskivor med bland andra Röjås Jonas, Påhl Olle och Ture Gudmundsson. Sonet var det första skivbolaget som satsade på folkmusiken och deras första spelmansskiva var Spelmanslåtar från Dalarna med Påhl Olle, Nils Agenmark, Björn Ståbi och Ole Hjorth. Sonet gav senare ut en rad album med spelmansmusik från Dalarna. Ett annat betydelsefullt album var Västerdalton som gavs ut av malungsspelmännen Anders Rosén och Kalle Almlöf. Bland övriga som förvaltat spelmanstraditionerna kan nämnas Gössa Anders Andersson från Orsa, Erik Björkman från Svartnäs, Ekor Anders Andersson från Älvdalen, Herman Strömberg från Malung, och Pers Hans från Rättvik. Den siste kände säckpipespelaren var Gudmunds Nils Larsson från Dala Järna. Bland nu levande spelmän finns Ola Bäckström, Per Gudmundsson och Kalle Moraeus

## Folkliga visor
Sjungandet av folkliga visor har som regel varit en mer privat angelägenhet än spelandet av spelmansmusik. Därmed har sångare inte varit lika offentliga som spelmän, och därför varit svårare att finna och dokumentera.
När insamlandet av visor började under 1600-talet var det som regel endast texten som noterades, inte musiken, och oftast inte heller den som sjöng. Samlarna fram till mitten av 1800-talet ansåg att texterna var en del av Sveriges ärorika förflutna och borde bärgas, medan de som sjöng bara var förmedlare och därför ointressanta. Richard Dybeck var en av de första som även dokumenterade melodierna till visor i Dalarna, även om han främst var intresserad av vallmusik.
I början av 1900-talet började en mer systematisk insamling av folkmusik i Dalarna, och en av de som också intresserade sig för sång var Nils Andersson. Han tecknade ner en del folkliga koralvarianter, till exempel från Mora, som höll på att falla i glömska. Dessa kom sedan med i Svenska låtar: Dalarna , exempelvis Finn Karin Andersdotter, Janne Romson och Anders Otter. Även Karl Sporr samlade in visor när han gjorde sina uppteckningsresor i Dalarna, mestadels på cykel under somrarna. Carl Gudmundsson var en annan insamlare som, liksom Sporr, bidrog med uppteckningar till Karl-Erik Forsslunds mastodontverk Med Dalälven från källorna till havet, publicerat 1918 till 1939 i 27 delar. Där presenteras byar och socknar med bland annat annat låtar och visor, delvis upptecknade av Forsslund själv.
På några ställen i Dalarna har det samlats in mycket folkliga visor i unika varianter, till exempel i Boda och Malung.  I Boda kan nämnas Fräs Erik Andersson, Finn Jonas Jonsson och hans syster Nygårds Kersti Jonsson, Kerstis döttrar Anna och Kersti, Annas döttrar Mariia Röjås och Britta Röjås och svågern Erik Röjås. I Malung kan nämnas Troskari Mats Olsson och Vickes Johan Persson, spelmän och sångare, vidare Dansar Edvard Jonsson, Olambritt Anna Persson, Elvina Söderlund, Niss Hjalmar Matsson och Hans Åke Hermansson. I Järna finns ovanligt många sånglekar bevarade, kanske på grund av strängt frireligiösa strömningar som fördömde dans till spelmansmusik. På övriga ställen har det oftast varit visor som man kan hitta på andra håll i Sverige, med små variationer i melodi.
Sångare har, liksom på många andra håll, också sjungit till dans, speciellt när spelmän saknats. Sångarna har då ”härmat” instrumenten och presenterat musiken med utkrusningar och liknande, som spelmän brukat göra, benämnt trall till dans.
När Matts Arnberg från Radiotjänst började sina inspelningsresor i landet, lade han redan från början stor vikt vid Dalarna, främst för spelmansmusiken men också för de folkliga visorna.  Han spelade in till exempel Björs Olof Larsson och Storerkers Anna Eriksson, båda Leksand, Elin Lind, Grangärde, Elvira Södersten och Agnes Rothman, Älvdalen. De folkliga vissångarna presenterades i radio, vilket var någonting helt nytt – tidigare hade folkvisor enbart sjungits i radio av operasångare. Först nu, vid mitten av 1950-talet, kan man säga att folkliga sångare började bli offentliga.
Det hade gjorts inspelningar i Dalarna tidigare, av Uppsala Landsmålsarkiv (ULMA), främst i syfte att dokumentera dialekterna, men dessa inspelningar har inte blivit offentliga på samma sätt som radions.
Kurser är numer är en av de vanligaste spridningsformerna för folkliga visor, liksom visstugor. Visstugor förekommer oftast i samband med spelmansstämmor, som ett forum att sjunga tillsammans och lära varandra visor, utan att någon person har en tydlig lärarroll. De tidigaste visstugorna arrangerades av Gertrud Sundvik omkring 1972. Kurser i folklig vissång har bedrivits sedan mitten av 1970-talet, ett tidigt exempel var vid Snöå bruk i Järna med Margareta Jonth som lärare. Längre kurser med folklig sång finns nu vid Malungs folkhögskola och Sjöviks folkhögskola.

## Vallmusik
Vallmusiken är främst förknippad med fäboddrift. I Sverige tillämpades fäboddrift norr om en linje från Bohuslän via Värmland mot nordost. På fäbodarna fanns en fäbodkultur med de musiktraditioner som hör dit — vallmusik på näverlur, kohorn och spelpipa (enkel flöjt av olika slag), eller vokala lockrop som har många olika dialektala benämningar. Termen kulning kommer från Dalarna och har under de senaste decennierna blivit den mest kända beteckningen på vallmusikens lockrop.
Det äldsta bevarade och spelbara kohornet i Dalarna är från 900-talet. Det finns idag på Folkmusikens hus i Rättvik och  hittades i en mosse nära Västerby utanför Hedemora. Vid Sveriges första spelmansstämma (egentligen tävling) i Gesunda blev bland hornblåserskorna särskilt Ryss Anna från Sollerön omnämnd i tidningarna, sedan hon spelat “Napoleons marsch över Alperna” på sitt horn.
Efter att traditionen att blåsa på vallhorn varit nära att dö ut, kom hornblåsarträffar igång på Carl-Gustav Färjes initiativ, den första i Siljansfors 1973. Flera av deltagarna blåste på horn tillverkade av Färje, och många av dem fortsatte att utveckla traditionen.
Sveriges Radio (Matts Arnberg) och Svenskt visarkiv under perioden 1950-tal till 1980-tal har dokumenterat olika typer av vallmusik. Ett urval fältinspelningar, med flertalet av hornblåsarna och sångarna från Dalarna, bland annat Karin Edvards från Transtrand, finns utgivna av Caprice Records på cd:n Lockrop och vallåtar.

## Folkmusikarkiv
Först och främst bör nämnas Dalarnas museum, som redan 1974 inrättade en tjänst för en folkmusikantikvarie. Tjänsten har innehafts av Gunnar Ternhag, Per Gudmundson, Bo Nyberg och Jennie Tiderman-Österberg i nu nämnd ordning. Ternhag hade tidigare arbetat på Svenskt visarkiv i Stockholm, centralarkiv för folkmusik i Sverige, och där finns en stor samling med inspelningar från Dalarna, liksom delar av Sporrs material.
Karl Sporr utförde inventeringar av folklig musik åt flera kommuner i Dalarna. Dessa uppteckningar förvaras i respektive kommuns arkiv. I Boda gjordes motsvarande inventering av Röjås Jonas, och hans uppteckningar finns i Rättviks kommunarkiv. I Malung har kommunen också bedrivit inspelningsverksamhet i olika omgångar. Dessa inspelningar fanns tidigare tillgängliga på kommunens bibliotek, men ligger nu i kommunarkivet. I Älvdalen var det istället Hembygdsföreningen som spelade in folkmusik, och dessa inspelningar förvaras i Rots skans.
När Paul Bäckström gjorde sina insamlingar för boken Folkmusik från Dalarna gjorde han inspelningar för att dokumentera hur låtarna spelades nu. Dessa transkriberades och publicerades i boken, medan inspelningarna donerades till Folkmusikens hus. 
Alla ovan nämnda arkivs uppteckningar och inspelningar finns digitaliserade i Folkmusikens hus arkiv i Rättvik, och görs tillgängliga i databasen FIOL. Där finns också en större samling privata inspelningar.
Svenskt visarkiv har i sina samlingar originalmaterialet till Svenska låtar liksom kopior av Sveriges Radios inspelningar fram till 1971. De inspelningarna finns i original i Sveriges Radios programarkiv.